# Шикачик новогвінейський
Шика́чик новогвінейський (Edolisoma schisticeps) — вид горобцеподібних птахів родини личинкоїдових (Campephagidae). Мешкає на Новій Гвінеї та на кількох сусідніх островах.

## Підвиди
Виділяють чотири підвиди:
- E. s. schisticeps (Gray, GR, 1846) — острови Західного Папуа і північний захід Нової Гвінеї;
- E. s. reichenowi Neumann, 1917 — північ Нової Гвінеї;
- E. s. poliopsa Sharpe, 1882 — південь Нової Гвінеї;
- E. s. vittatum Rothschild & Hartert, E, 1914 — острови Д'Антркасто.

## Поширення і екологія
Новогвінейські шикачики живуть в рівнинних і гірських вологих тропічних лісах Нової Гвінеї. 